# 会津大学短期大学部
会津大学短期大学部（あいづだいがくたんきだいがくぶ、英語: Junior College of Aizu）は、福島県会津若松市一箕町大字八幡字門田1-1に本部を置く日本の公立短期大学。1951年創立。大学の略称は会津大短大部。

## 概観

### 大学全体
- 福島県会津若松市内に所在する日本の公立短期大学で、設置主体は公立大学法人会津大学[1]。
- 1951年に会津短期大学として開学[2]。当初は1学科体制だったが[3]、1957年に福島県立会津短期大学として以後、学科の改編・増設を経て最大4学科を擁するようになってが、1993年度以降は3学科体制となっている。福祉系の学科をもつ全国の公立短期大学では最古のものとなっている。

### 教育および研究
- 会津大学短期大学部には、公立短大では唯一の産業情報学科が設けられており、コンピューター教育に力をいれている様子がうかがえる。社会福祉学科は、福祉系の学科をもつ全国の公立短期大学では最古のものとなっている。

### 学風および特色
- 会津大学短期大学部は、福島県立若松商業高等学校専攻科を発展・改組して設立された。また、会津大学に付設された短期大学部となっている関係から、卒業後、同大学へ編入学する学生もいる。しかし、会津大学と会津大学短期大学部で、学ぶカリキュラムの専門に違いがあることや、編入後は3年次ではなく2年次になることといった要因のためか、近年は編入学する学生は少ない。

## 沿革
- 1950年　
  - 10月 文部省[注釈 1]に短期大学[注 3]の設置認可に関する申請を以下の通り行う[4]。
    - 商学部
- 1951年
  - 1月31日 左記を以て文部省[注 4]より短期大学の設置が認可される[5]。
  - 4月1日 会津短期大学（あいづたんきだいがく）として開学[6]。
    - 商学部→商科 入学定員50名
- 1954年
  - 5月1日 学生数[7]/定員
    - 商科 100[注 5]/100
- 1957年
  - 4月1日 福島県立会津短期大学（ふくしまけんりつあいづたんきだいがく）と改称[8]。
- 1958年
  - 4月1日 以下の学科を増設する[9]。
    - 家政科 入学定員40名

  - 5月1日 学生数[10]/定員
    - 商科 70[注 6]/100
    - 家政科 41[注釈 2]/40
- 1959年
  - 5月1日 学生数[11]/定員
    - 商科 89[注 7]/100
    - 家政科 87[注釈 2]/80
- 1962年
  - 4月1日 家政科の入学定員を40→80に増員[12]。
  - 5月1日 学生数[13]/定員
    - 商科 108[注 8]/100
    - 家政科 138[注釈 2]/120
- 1963年
  - 5月1日 学生数[14]/定員
    - 商科 116[注 9]/100
    - 家政科 163[注釈 2]/160
- 1965年
  - 4月1日 家政科を以下の通りに専攻分離する[15]。
    - 家政専攻 入学定員40名
    - 食物栄養専攻 入学定員40名
- 1979年
  - 4月1日 以下については、この年度で学生募集を最終とする[注 10]。
    - 家政科家政専攻[注 11]

  - 5月1日 学生数[18]/定員
    - 商科 130[注 12]/100
    - 家政科 163[注釈 2]/160
- 1980年
  - 4月1日 以下の学科を増設し、商科の入学定員を50→60に増員する[16]。
    - 食物栄養科 入学定員40名
    - デザイン科 入学定員40名
    - 社会福祉科 入学定員50名

  - 5月1日 学生数[19]/定員
    - 商科 134[注釈 3]/110
    - デザイン科 41[注釈 4]/40
    - 食物栄養科 74[注釈 2]/80[注 13]
    - 社会福祉科 54[注釈 5]/50
- 1981年
  - 5月1日 学生数[20]/定員
    - 商科 133[注釈 3]/120
    - デザイン科 83[注釈 6]/80
    - 食物栄養科 85[注釈 2]/80
    - 社会福祉科 103[注釈 7]/100
- 1985年
  - 5月1日 学生数[21]/定員
    - 商科 132[注釈 8]/120
    - デザイン科 85[注釈 4]/80
    - 食物栄養科 84[注釈 2]/80
    - 社会福祉科 104[注釈 4]/100
- 1986年
  - 5月1日 学生数[22]/定員
    - 商科 132[注釈 8]/120
    - デザイン科 86[注釈 4]/80
    - 食物栄養科 86[注釈 2]/80
    - 社会福祉科 109[注釈 7]/100
- 1987年
  - 4月1日 食物栄養科に史上初、男性が入学する。
  - 5月1日 学生数[23]/定員
    - 商科 ？[注 14]/120
    - デザイン科 86[注釈 9]/80
    - 食物栄養科 88[注釈 5]/80
    - 社会福祉科 108[注釈 10]/100
- 1992年
  - 4月1日 以下の学科については、この年度で学生募集を最終とする[注 15]。
    - デザイン科[注 16]

  - 5月1日 学生数[注 17]/定員
    - 商科 136[注釈 7]/120
    - デザイン科 88[注釈 6]/80
    - 食物栄養科 97[注釈 2]/80
    - 社会福祉科 101[注釈 5]/100
- 1993年
  - 4月1日 会津大学短期大学部に改称し、以下において学科の改組及び改称あり[24]。
    - 商科→産業情報学科 入学定員60名[注 18]
    - 食物栄養科→食物栄養学科
    - 社会福祉科→社会福祉学科

  - 5月1日 学生数[28]/定員
    - 産業情報学科 63[注釈 5]/60
      - 商科 74[注釈 11]/80
      - デザイン科 46[注釈 4]/40

    - 食物栄養学科 95[注釈 2]/80
    - 社会福祉学科 105[注釈 11]/100
- 1994年
  - 5月1日 学生数[29]/定員
    - 産業情報学科 125[注釈 7]/120
    - 食物栄養科 86[注釈 2]/80
    - 社会福祉科 108[注釈 10]/100
- 1999年
  - 5月1日 学生数[30]/定員
    - 産業情報学科 132[注釈 4]男/120
    - 食物栄養学科 85[注釈 5]/80
    - 社会福祉学科 111[注釈 9]/100
- 2004年
  - 1月 平成16年度大学入試センター試験参加短期大学の1校となる[注 19]。
- 2006年
  - 4月1日 設置者を公立大学法人に変更[注 20]。
- 2014年
  - 1月 平成26年度大学入試センター試験参加短期大学の1校となる[35]。
- 2015年
  - 1月 平成27年度大学入試センター試験参加短期大学の1校となる[36]。
- 2016年
  - 1月 平成28年度大学入試センター試験参加短期大学の1校となる[37]。　
  - 4月1日 この年度の入学生より社会福祉学科を幼児教育学科に改組[注 21]。
- 2023年
  - 4月1日 幼児教育学科を、幼児教育・福祉学科に改称[1]。

## 基礎データ

### 所在地
- 福島県会津若松市一箕町八幡門田1-1

### 交通アクセス
- JR磐越西線・只見線及び会津鉄道会津若松駅。同駅からバスで「短大前」バス停留所下車がもっとも便利。同駅から徒歩利用もできるが、およそ20分かかる距離となっている。

### 象徴
- 会津大学短期大学部のカレッジマークには「會」という漢字が記されているが、これは「会津」の「会」という旧字体である。
- 会津大学短期大学部の大学歌は中山義秀が作詞、岡本敏明が作曲しているが、大学と共同ではなく、短大独自のカレッジソングとなっている。
- 会津大学短期大学部シンボルマークは、会津のイニシャルである「a」を模ったもので「会津木綿」の縞模様を用いている。2001年の短大開学50周年を機に公募者から選定された。

## 教育および研究

### 組織

#### 学科
- 産業情報学科 入学定員60名[1]
  - 経営情報コース
  - デザイン情報コース
- 食物栄養学科 入学定員40名[1]
- 幼児教育・福祉学科 入学定員50名[1]

##### 過去の学科体制
- 商科→産業情報学科[注 22]
- デザイン科 入学定員40名[注 23]→産業情報学科デザイン情報コースに相応。
- 家政科
  - 家政専攻 入学定員40名[注 24]
  - 食物栄養専攻→食物栄養学科
- 社会福祉学科→幼児教育学科→幼児教育・福祉学科

#### 専攻科
- なし

#### 別科
- なし

##### 取得資格について
資格
- 栄養士：食物栄養学科
- 保育士：2016年度入学生より幼児教育・福祉学科の前身である幼児教育学科にて[注 25]

教職課程
- 幼稚園教諭二種免許状:幼児教育学科
- 中学校教諭二級免許状[注 26]
  - 家庭：過去にあった家政科家政専攻にて設置されていた[46]。
  - 美術：過去にあったデザイン科にて設置されていた[47]
  - 職業：実質上、産業情報学科の源流となる商科にて[注 27]

#### 附属機関
- 附属図書館：およそ75,000冊の蔵書がある。

### 研究
- 『地域研究』[51]
- 『会津短期大学研究年報』[52]
- 『会津短期大学学報』[53]
- 『地域産業』[54]
- 『会津短期大学学報 自然科学編』[55]
- 『会津短期大学学報. 人文・社会科学編』[56]
- 『会津大学短期大学部研究紀要』[57]
- 『会津大学短期大学部研究年報』[58]
- 『会津短期大学附属地域産業経営研究所研究報告』[59]

## 学生生活

### 部活動・クラブ活動・サークル活動
- 会津大学短期大学部のクラブ活動
- 体育系：水泳・バレーボール・テニス・バドミントン・バスケットボール・陸上ほか
- 文化系：演劇・茶道・ボランティア・吹奏楽ほか

### 学園祭
- 会津大学短期大学部の学園祭は「紅翔祭」と呼ばれ毎年、概ね10月中旬から3日間に亘って行われる。[60]
  - X、Instagram、YouTubeといったSNSなどで宣伝も行われている。
- 毎年、スポーツ大会も行われている。

## 大学関係者と組織
- 会津大学短期大学部同窓会組織がある。1955年に会津短期大学同窓会として発足し、会員は現在7,800名程度にのぼっている。詳細はホームページを参照にされたい。

### 大学関係者

#### 教員
- 斎藤常三郎：初代学長、学士院会員[61]
- 斎藤良衛：第二代学長

#### 出身者
- 佐藤みゆき - 女優

## 施設

### キャンパス
- 北棟
  - 調理実習室
  - 小児保健実習室
  - 心理実験室
  - 生理学実験室
  - コンピューターセンター
- 南棟
  - 木工室
  - デザイン情報演習室
  - 図書館
- エントランスホール
- 音楽室
- 体育館

## 対外関係

### 他大学との協定
- 放送大学[62]

### 系列校
- 会津大学

## 社会との関わり
- 1972年から毎年、公開講座を実施している。

## 卒業後の進路について

### 編入学・進学実績
会津大学ほか、以下の編入学実績がある。
- 商科&産業情報学科経営情報コース：会津大学のほか・東北大学・山形大学・茨城大学・筑波大学・宇都宮大学・群馬大学・新潟大学・福島大学・高崎経済大学・杏林大学・中央大学・産業能率大学ほか
- デザイン科&産業情報学科デザイン情報コース：千葉大学ほか
- 家政科
  - 家政専攻：
  - 食物栄養専攻&食物栄養学科：岩手大学・名古屋大学・仙台大学・宮城学院女子大学・郡山女子大学・茨城キリスト教大学・女子栄養大学・東京家政大学・麻布大学ほか
- 社会福祉学科：北海道大学・埼玉大学・金沢大学・青森県立保健大学・岩手県立大学・埼玉県立大学・都留文科大学・盛岡大学・東北福祉大学・日本社会事業大学・日本女子大学・長野大学・立命館大学・関西大学・九州ルーテル学院大学ほか